# Prosopis abbreviata
Prosopis abbreviata, tiếng Anh thường gọi là Algarrobillo Espinoso, là một loài thực vật có hoa thuộc họ đậu, Fabaceae, là loài đặc hữu của Argentina.
Chúng hiện đang bị đe dọa vì mất môi trường sống.